# Try Real!
「Try Real!」（トライリアル）は、榊原ゆいの15作目のシングル。2008年10月29日にジェネオンエンタテインメントよりリリースされた。
表題曲は、PSP用ゲーム『フェイト/タイガーころしあむ アッパー』オープニングテーマとして採用された楽曲で、カップリングとして同曲のリミックスfate on fake mixが収録されている。
ジャケットには、セイバーライオンとネコアルクのイラストに加え、榊原ゆいがライオンのコスプレをしたイラストが描かれている。

## 収録曲
1. Try Real! [4:34]
  - 作詞：榊原ゆい、作曲・編曲：DJ SHIMAMURA
  - PSPゲーム『フェイト/タイガーころしあむ アッパー』主題歌
2. Try Real!（off vocal ver.）
3. Try Real!（fate on fake mix）